# ?Nycticebus linglom
?Nycticebus linglom és un primat estrepsirrí extint que visqué durant el Miocè en allò que avui en dia és Tailàndia. Se'l coneix a partir d'una única dent, una tercera molar superior. Es creu que és un parent dels loris lents (Nycticebus) d'avui en dia, tot i que no es disposa de prou material per assignar l'espècie al gènere Nycticebus amb absoluta certesa. Per aquest motiu, es fa servir nomenclatura oberta en el nom de l'espècie. Amb una amplada d'1,82 mm, la dent és molt petita per un primat. És triangular, està suportada per una única arrel i té tres cúspides, a més de diverses crestes. L'absència d'una quarta cúspide, l'hipocon, distingeix ?Nycticebus linglom d'altres primats prosimis.

## Taxonomia
?Nycticebus linglom fou descrit l'any 1997 pels paleontòlegs francesos Pierre Mein i Léonard Ginsburg en un informe sobre els mamífers fòssils del jaciment de Li Mae Long (Tailàndia). L'animal és conegut a partir d'una única dent. Basant-se en comparacions amb altres primats prosimis, Mein i Ginsburg conclogueren que els seus parents més propers eren els loris del gènere Nycticebus, encara vivents avui en dia. No obstant això, com que tenien tan poc material per estudiar, només assignaren l'espècie del fòssil al gènere Nycticebus de manera provisional, fent servir nomenclatura oberta. El 2022, basant-se en l'absència d'hipocon i metacònul a la tercera dent molar superior (M3) i dades biogeogràfiques, Nekaris i Nijman concordaren a classificar ?Nycticebus linglom en el gènere Nycticebus. El nom específic, linglom, significa ‘loris’ en tailandès.

## Descripció
L'única dent coneguda, una tercera molar superior (M3) coneguda com a T Li 41, és molt petita, amb una longitud d'1,29 mm i una amplada d'1,82 mm. Mein i Ginsburg afirmen que és la molar de prosimi més petita que s'ha trobat mai. La dent és triangular i té una morfologia simple i reduïda. Presenta tres cúspides, el protocon, el paracon i el metacon, que estan connectades per una cresta. Les cúspides són baixes i arrodonides. El metacon, situat a la part posterior de la dent, és més proper al protocon, que es troba al costat lingual anterior, que del paracon, que es troba al costat labial anterior. El protocon és arrodonit al costat lingual i s'uneix a una cresta feble pel davant i el darrere. Al costat labial davanter hi ha una cresta llarga, la cresta parastilar, que presenta una cúspide més petita coneguda com a «parastil». S'aprecia desgast a la cresta parastilar i a la part anterior es pot veure una faceta de contacte amb la segona molar superior que la precedeix. La dent té una única arrel ben desenvolupada, que té una sèrie de solcs que suggereixen que està formada per la fusió de tres «miniarrels».
?N. linglom és molt més petit que els primats de la família dels sivaladàpids i, a diferència de les M3 dels tarsers, l'únic fòssil que se'n coneix té una forma reduïda i manca de quarta cúspide principal (hipocon).
Amb la seva forma reduïda i triangular, s'assembla més als loris, tot i que l'absència d'hipocon també la distingeix dels loris esvelts (Loris), els anguatibs (Arctocebus) i el loris pigmeu (Nycticebus pygmaeus). El gènere fòssil Nycticeboides no presenta la cara lingual arrodonida del protocon present en ?N. linglom i té cúspides addicionals. No obstant això, ?N. linglom s'assembla molt al loris de Bengala, del qual es distingeix per la seva mida més petita i la presència d'arrels fusionades.

## Distribució i ecologia
Li Mae Long, el jaciment on es trobà ?N. linglom, data de finals del Miocè inferior, període corresponent a la zona europea MN 4 (ca. 18 Ma). Es troba a la província tailandesa de Lamphun. La fauna fòssil inclou 34 espècies de mamífers, incloent-hi el tarser Tarsius thailandica i la tupaia Tupaia miocenica. Mein i Ginsburg arribaren a la conclusió que la fauna representa un medi boscós tropical proper a un llac poc profund.